# Карпиловка (Хмельницкая область)
Карпиловка (укр. Карпилівка) — село в Белогорском районе Хмельницкой области Украины.
Население по переписи 2001 года составляло 119 человек. Почтовый индекс — 30210. Телефонный код — 3841. Занимает площадь 0,07 км². Код КОАТУУ — 6820385507.

## Местный совет
30210, Хмельницкая обл., Белогорский р-н, с. Малая Боровица, ул. Омельчука, 26